# Kościół Świętych Apostołów Piotra i Pawła w Kozłowie
Kościół Świętych Apostołów Piotra i Pawła – rzymskokatolicki kościół parafialny należący do dekanatu Kozłowo archidiecezji warmińskiej.
Jest to świątynia wzniesiona w latach 1733–1738 przez ewangelików. W 1815 roku została wyremontowana i odrestaurowana. Po drugiej wojnie światowej kościół został przejęty przez ludność napływową wyznania katolickiego. W dniu 22 czerwca 1972 roku przy świątyni została utworzona samodzielna parafia. Od 1968 roku budowla figuruje w rejestrze zabytków.
Kościół został wybudowany w stylu barokowym, jest budowlą orientowaną, salową, murowaną z cegły i otynkowaną. Został zbudowany na planie prostokąta z małą zakrystią na planie kwadratu od strony południowej i wieżą na planie kwadratu z kruchtą w przyziemiu – od strony zachodniej. W dolnej kondygnacji wieża jest murowana, w górnej jest drewniana, posiada konstrukcję słupową, jest oszalowana deskami i zamknięta dachem namiotowym nakrytym dachówką. Na szycie znajduje się chorągiewka z datą 1733. Elewacje boczne są podzielone parami pilastrów (we wnętrzu odpowiadają im półfilary) i dużymi prostokątnymi oknami. Pilastry łączą również narożniki korpusu. Całość jest nakryta dachem czterospadowym złożonym z dachówki. Nawa jest nakryta drewnianym stropem płaskim.